# Liste des partis politiques au Royaume-Uni
Cette page dresse la liste des partis politiques du Royaume-Uni.

## Historique
Avant le milieu du XIXe siècle, la vie politique britannique était dominée par les Whigs et les Tories. Les Whigs étaient composés par des dynasties de dirigeants aristocrates de foi essentiellement protestante, d'où émergea ensuite des industriels et des marchands riches, alors que les Tories étaient associés à la landed gentry, l'Église d'Angleterre et l'Église d'Écosse.
Au milieu du XIXe siècle, les Tories ont évolué pour devenir le parti conservateur (Conservative Party), alors que les Whigs sont devenus le parti libéral (Liberal Party). Cependant, à la fin du siècle, le parti libéral a commencé à se rapprocher des politiques de la gauche, et plusieurs des héritiers de la tradition Whig ont alors créé le parti libéral unioniste (Liberal Unionist Party), plus proche des conservateurs pour de nombreuses questions de l'époque.
Les libéraux et les conservateurs ont dominé la scène politique jusque dans les années 1920, quand le parti libéral a perdu de sa popularité. Il a été remplacé par le parti de gauche nouvellement émergeant, le parti travailliste (Labour Party), qui représente une alliance entre les syndicats et diverses sociétés socialistes.
Depuis lors, les partis conservateurs et travaillistes ont dominé la politique britannique et ont alterné les gouvernements. Cependant, le Royaume-Uni n'est pas ce que l'on peut appeler un système de bipartisme tant qu'un troisième parti, récemment les Libéraux-démocrates (Liberal Democrats), peut empêcher un seul parti d'obtenir 50 % des votes/sièges. Les libéraux ont fusionné avec les sociaux-démocrates (Social Democrats) pour former les Libéraux-démocrates.
Le système électoral du scrutin uninominal majoritaire à un tour (appelé First Past the Post au Royaume-Uni) accorde un certain avantage aux gros partis par rapport aux partis mineurs, mais permet des coalitions au sein des nations constitutives.
Depuis 1997, le scrutin proportionnel plurinominal a été adopté pour les élections au Parlement écossais (Scottish Parliament), à l'Assemblée nationale du pays de Galles (National Assembly for Wales), à l'Assemblée d'Irlande du Nord (Northern Ireland Assembly), à l'Assemblée de Londres, ainsi que pour le Parlement européen (European Parliament)
Les partis politiques traditionnels sont des organisations privées, régies par le Registration of Political Parties Act 1998, et sont enregistrés au sein de l'Electoral Commission.

## Partis politiques majoritaires
Trois partis dominent la politique à la Chambre des communes (House of Commons) et sont reconnus dans toute la Grande-Bretagne (seuls les partis conservateur et unioniste sont candidats en Irlande du Nord) :
- le Parti travailliste (Labour Party), de centre-gauche à gauche, traditionnellement syndicaliste et social-démocrate.
- le Parti conservateur (Conservative Party), de droite à centre-droite, conservateur et pragmatique.
- les Libéraux-démocrates (Liberal Democrats), de centriste à centre gauche, largement influencés par le social-libéralisme et social-démocrate.

| Parti                                                                            | Chef                           | Ideologie | Positionnement politique  | Chambre des communes | Parlement écossais | Parlement gallois | Assemblée d'Irlande du Nord |
| -------------------------------------------------------------------------------- | ------------------------------ | --- | ------------------------- | -------------------- | ------------------ | ----------------- | --------------------------- |
| Parti travailliste Labour Party                                                  | Keir Starmer                   | Social-démocrate | Centre-gauche             | 398 / 650            | 23 / 129           | 30 / 60           | —                           |
| Parti conservateur Conservative Party                                            | Kemi Badenoch                  | - Conservatisme - Libéralisme économique - Unionisme - Euroscepticisme                                                              | Centre-droit à droite     | 120 / 650            | 30 / 129           | 14 / 60           | —                           |
| Libéraux-démocrates Liberal Democrats                                            | Ed Davey                       | - Libéralisme - Social-libéralisme - Europhilie - Federalisme                                                                       | Centrisme à centre-gauche | 72 / 650             | 5 / 129            | 1 / 60            | —                           |
| Parti national écossais Scottish National Party                                  | John Swinney                   | - Nationalisme écossais - Indépendantisme écossais - Social-démocrate - Europhilie                                                  | Centre-gauche             | 9 / 650              | 60 / 129           | —                 | —                           |
| Sinn Féin                                                                        | Mary Lou McDonald              | - Républicanisme irlandais - Socialisme démocratique - Nationalisme irlandais                                                       | Centre-gauche à gauche    | 8 / 650              | —                  | —                 | 27 / 90                     |
| Parti unioniste démocrate Democratic Unionist Party                              | Gavin Robinson                 | - Nationalisme britannique - National-conservatisme - Conservatisme - Unionisme britannique - Populisme de droite - Euroscepticisme | Centre-droit à droite     | 5 / 650              | —                  | —                 | 25 / 90                     |
| Reform UK                                                                        | Nigel Farage                   | - Populisme de droite - Conservatisme - Euroscepticisme                                                                             | Droite                    | 4 / 650              | 0 / 129            | 0 / 60            | —                           |
| Plaid Cymru                                                                      | Rhun ap Iorwerth               | - Nationalisme gallois - Socialisme démocratique                                                                                    | Centre-gauche à gauche    | 4 / 650              | —                  | 12 / 60           | —                           |
| Parti vert de l'Angleterre et du pays de Galles Green Party of England and Wales | Carla Denyer et Adrian Ramsay  | - Écologie politique - Progressisme - Republicanisme                                                                                | Gauche                    | 4 / 650              | —                  | —                 | —                           |
| Parti social-démocrate et travailliste Social Democratic and Labour Party        | Claire Hanna                   | - Social-démocratie - Europhilie - Nationalisme irlandais                                                                           | Centre-gauche             | 2 / 650              | —                  | —                 | 8 / 90                      |
| Parti de l'Alliance de l'Irlande du Nord Alliance Party of Northern Ireland      | Naomi Long                     | - Libéralisme - Non-sectarisme - Europhilie                                                                                         | Centrisme                 | 1 / 650              | —                  | —                 | 17 / 90                     |
| Parti unioniste d'Ulster Ulster Unionist Party                                   | Mike Nesbitt                   | - Conservatisme - Unionisme | Centre-droit              | 1 / 650              | —                  | —                 | 9 / 90                      |
| Voix unioniste traditionnelle Traditional Unionist Voice                         | Jim Allister                   | - National-conservatisme - Loyalisme d'Ulster                                                                                       | Droite                    | 1 / 650              | —                  | —                 | 1 / 90                      |
| Parti vert écossais Scottish Green Party                                         | Patrick Harvie et Lorna Slater | - Écologie politique - Progressisme - Republicanisme - Nationalisme écossais                                                        | Gauche                    | 0 / 650              | 7 / 129            | —                 | —                           |
| Le Peuple avant le profit People Before Profit                                   | Collective                     | - Socialisme - Trotskisme - Anticapitalisme - Réunification de l'Irlande                                                            | Gauche à extrême gauche   | 0 / 650              | —                  | —                 | 1 / 90                      |

## Partis mineurs
- Workers' Fight (parti trotskiste membre de l'Union Communiste Internationaliste).
- Left Unity, parti écosocialiste créé en 2013.
- Volt Royaume-Uni sur le modèle de Volt Europa.
- UKIP

## Anciens partis
- Parti vert, créé en 1973 et divisé en trois partis régionaux en 1990.